# 高山市風土記の丘学習センター
高山市風土記の丘学習センター（たかやましふどきのおかがくしゅうセンター）は岐阜県高山市の公共施設（埋蔵文化財センター・歴史民俗資料館）。

## 概要
埋蔵文化財に関する研究等を行うことを目的とした施設である。高山市の「高山市埋蔵文化財センターの設置及び管理に関する条例」（平成5年9月30日）に基づき1993年（平成5年）11月1日竣工。埋蔵文化財以外の資料も展示している。
高山市風土記の丘史跡公園内にある。この公園及び周辺には、赤保木遺跡や赤保木古墳群などがあり、縄文時代から古墳時代の竪穴建物が復元されている。
元々は高山市の埋蔵文化財の研究、展示などの施設であったが、2005年（平成17年）に周囲の9町村（大野郡丹生川村・清見村・荘川村・宮村・久々野町・朝日村・高根村、吉城郡国府町・上宝村）を編入すると、これらの地域の埋蔵文化財の研究や展示を行うようになった。2012年（平成24年）に旧・国府町の国府文化財保護センターの廃止により、この施設の収蔵物の一部も保管している。
- 岐阜県文化財保護センターの地域サテライト展示の場としても使用されている。

## 主な収蔵品
- 赤保木地区の民具
- 飛騨地域考古資料（江馬修蒐集品） - 登録有形文化財（美術工芸品）
- 赤保木遺跡出土品
- 赤保木古墳群出土品
- 冬頭王塚古墳副葬品

## 利用案内
- 住所：岐阜県高山市赤保木町400-2
- 営業時間：10:00 - 16:30
- 休館日：月曜日、火曜日、祝日、年末年始（12月28日 - 1月4日）
- 利用料金：無料

## 交通アクセス

### 公共交通機関
- のらマイカー北線「赤保木」バス停より徒歩約8分。
- 濃飛バス
  - 高山濃飛バスセンターより荘川線「久美愛厚生病院」行き、「赤保木」バス停より徒歩約8分
  - 高山濃飛バスセンターより荘川線「上野々俣公民館前」行き、「西高前」バス停より徒歩約15分

### 自動車
- 中部縦貫自動車道 高山ICから約5分。